# 12657 Бонч-Бруєвич
12657 Бонч-Бруєвич (12657 Bonch-Bruevich) — астероїд головного поясу, відкритий 30 серпня 1971 року.
Тіссеранів параметр щодо Юпітера — 3,217.